# Приквел
При́квел (англицизм от prequel, контаминация приставки pre- (до) и слова sequel; перевод — «предыстория») — книга, фильм, сериал или компьютерная игра, время действия которых происходит до событий ранее созданного произведения и предшествующие ему по внутренней хронологии. Согласно Оксфордскому словарю, первое использование слова зафиксировано в 1958 году.
Термин вошёл в англоязычную культуру (а затем был и заимствован или скалькирован, ср. фр. préquelle при фр. séquelle — сиквел, в другие языки).

## Причины создания приквелов
Если произведение становится коммерчески успешным и популярным, но нет возможности снять продолжение, например, если в первом произведении герои погибают, то может последовать приквел, рассказывающий о более ранних событиях. Например, после фильма «Бутч Кэссиди и Сандэнс Кид», ставшего одним из самых кассовых вестернов, был снят фильм «Бутч и Сандэнс: Ранние дни», раскрывающий прошлое героев. А после сверхпопулярной трилогии «Звёздные войны» было снято целых три приквела.
Также приквелом может оказаться экранизация произведения, предшествовавшего ранее экранизированному. Например, кинотрилогия «Хоббит» стала приквелом по отношению к кинотрилогии «Властелин колец» — она была снята позже, и в ней рассказывается о событиях, предшествовавших сюжету оригинальной трилогии. При этом собственно книга «Хоббит» вышла раньше книги «Властелин колец» и не была её приквелом.